# Église Saint-Priest de Saint-Priest-en-Murat
L'église Saint-Priest est une église située à Saint-Priest-en-Murat, en France.

## Localisation
L'église est située sur la commune de Saint-Priest-en-Murat, dans le département français de l'Allier.

## Historique
L'édifice est inscrit au titre des monuments historiques en 1968.